# بخت‌آزمایی

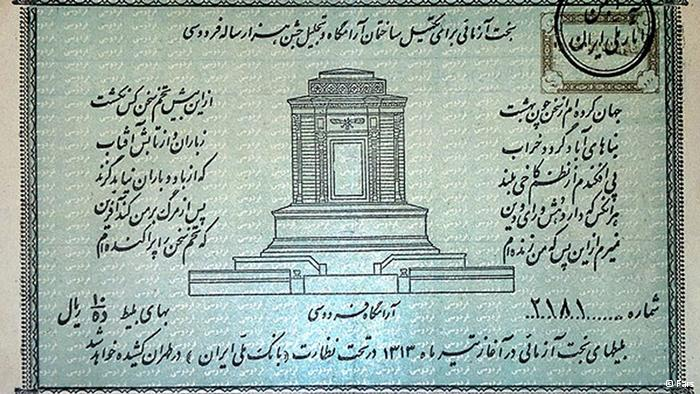
بلیت بخت‌آزمایی برای تکمیل ساختمان آرامگاه فردوسی، مربوط به جشن هزاره فردوسی، سال ۱۳۱۳ خورشیدی. روی این بلیت، تصویری از آرامگاه فردوسی و سروده‌ای از این شاعر چاپ شده‌است

بَخت‌آزمایی یا لاتاری (به انگلیسی: Lottery) گونه‌ای قمار دست‌جمعی است که در آن، بلیت‌های کاغذی، با نشان‌ها و علایم اعداد چند رقمی، به بهای مشخصی فروخته می‌شوند، شخص برنده در قرعه‌کشی و بخت‌آزمایی کسی خواهد شد، که شماره برابر با شماره قرعه‌کشی‌شده را داراست و در نتیجه صاحب مجموع عایدی آن قرعه‌کشی می‌شود. در برخی کشورها، دولت‌ها از بنگاه‌های بخت‌آزمایی مالیات می‌گیرند، با این وجود انواع مختلف لاتاری از لحاظ محتوی در کشورهای مختلف یکسانند. ویرایش بلیت‌های اعانه ملی یا بخت آزمایی ملی در سال‌های دههٔ ۱۳۴۰ و ۱۳۵۰ خورشیدی (بین سال‌های ۱۳۴۱ تا ۱۳۵۶) در ایران به فروش می‌رفتند. خرید این بلیت‌ها از نظر برخی افراد مذهبی، قمار به‌شمار می‌رفت و همین باعث شد که فروش آن پس از انقلاب ۱۳۵۷ ایران متوقف شود. در سال‌های دههٔ ۱۳۷۰ خورشیدی شکل جدیدی از بلیت‌های بخت‌آزمایی به نام بلیت ارمغان بهزیستی یا هدیه ارمغان سبز توسط سازمان بهزیستی جمهوری اسلامی ایران برای مدتی کوتاه منتشر شد. نخستین بخت آزمایی در ایران سال ۱۳۲۷ برگزار شد و در مدت کوتاهی بین مردم ایران محبوبیت پیدا کرد. فروش این بلیطتها پس از انقلاب هم ادامه یافت؛ اما به دلیل برخی اختلاف نظرها بخت آزمایی یا اعانه ملی منحل شد. بخت آزمایی یک قرعه کشی بزرگ است که به‌صورت هفتگی در بسیاری از کشورهای جهان برگزار می‌شود و همیشه مورد استقبال مردم بوده‌است. در این قرعه‌کشی افراد با قیمت کمی یک بلیت بخت آزمایی خریداری می‌کنند. درپایان یک قرعه کشی بزرگ برگزار می‌شود و به چند نفر جوایز نقدی با ارزشی اهدا می‌شود. فروردین ۱۳۴۲ سری جدید اعانهٔ ملی یا لاتاری ایرانی برگزار شد. جایزهٔ ممتاز یا همان جک پات این لاتاری ۱۰۰ هزار تومان پول نقد بود، علاوه بر این، برنده یک دقیقه وقت داشت هرچقدر می‌خواهد پول پارو کند. روزنامه اطلاعات ۸ فروردین همان سال یک گزارش ویژه از برندگان این لاتاری منتشر کرد.

## بخت‌آزمایی در ایران
با توجه به ممنوعیت قمار در ایران، انواع بخت‌آزمایی در ایران به قرار زیر است:
- بلیت اعانه ملی بلیت‌هایی بود که به قیمت ۳۰ ریال و به مناسبت جشن شاهنشاهی فروخته می‌شد.[۱]
- بلیت ارمغان بهزیستی یا هدیه ارمغان سبز: نوعی بخت‌آزمایی بود، که زمانی توسط سازمان بهزیستی جمهوری اسلامی ایران با ادعای کمک به مستضعفان و معلولان منتشر می‌شد.[۲]
- بلیت بخت آزمایی پاساژ آذر بازار که توسط مالک این پاساژ و به صورت هر بلیت ۵۰ هزار تومان فروخته می‌شود. برنده یکی از ۲۴ واحد این بخت آزمایی را خواهد برد.[۳]